# Rasulabad
Rasulabad es un pueblo y nagar Panchayat situado en el distrito de Kanpur Dehat en el estado de Uttar Pradesh (India). Su población es de 22196 habitantes (2011). 

## Demografía
Según el censo de 2011 la población de Rasulabad era de 22196 habitantes, de los cuales 11747 eran hombres y 10449 eran mujeres. Rasulabad tiene una tasa media de alfabetización del 76,09%, superior a la media estatal del 67,68%: la alfabetización masculina es del 81,42%, y la alfabetización femenina del 70,15%.